# Brecksville
Brecksville ist eine City am südlichen Rand des Cuyahoga County im US-Bundesstaat Ohio. Das U.S. Census Bureau ermittelte bei der Volkszählung 2020 eine Einwohnerzahl von 13.635.
Brecksville liegt 20,8 Kilometer südlich von Cleveland, am Rande des zugehörigen Vorortgürtels sowie unweit des Kreuzungspunkts der Interstates 77 und 80. Die Stadt ist 19,69 Quadratmeilen (50,99 km²) groß.

## Geografie
Die Stadt liegt unmittelbar am westlichen Hochufer des Cuyahoga. Das Stadtgebiet wird begrenzt durch die Sprague Road im Norden und die (verlängerte) Boston Road im Süden sowie den Flusslauf des Cuyahoga im Osten. Nachbargemeinden sind Independence im Norden und Broadview Heights im Westen. Südlich und östlich grenzt der Summit County an.

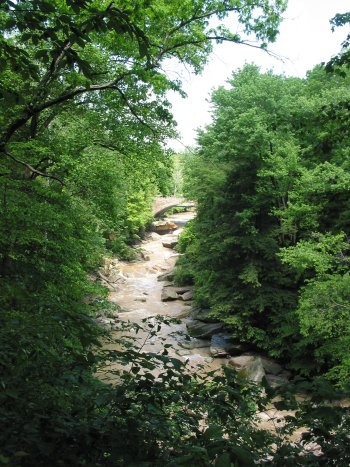
Wasserlauf in der Brecksville Reservation

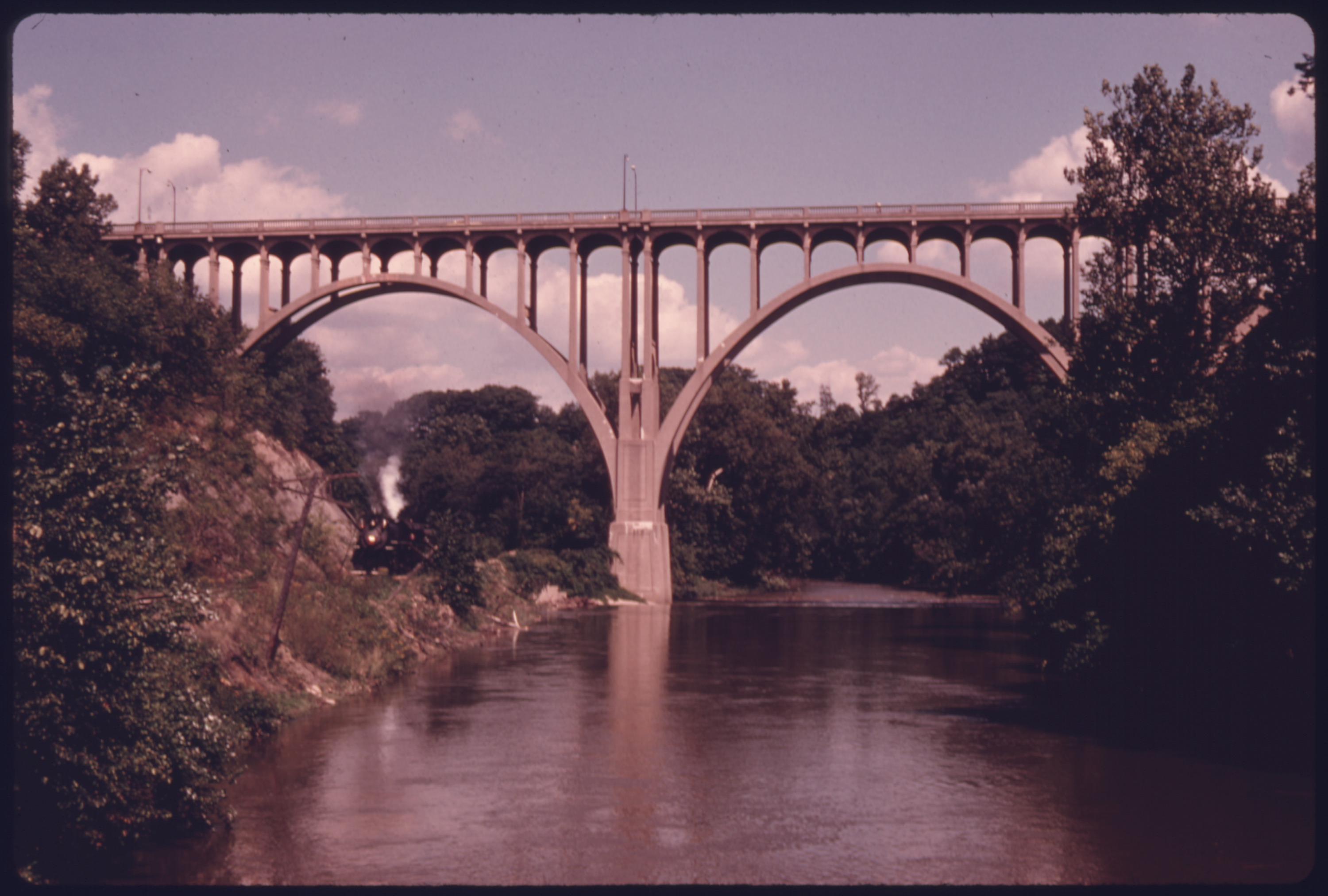
Brücke über den Cuyahoga aus den 1920er Jahren

Die Hochebene, auf der die Stadt liegt, fällt zum Cuyahoga hin steil ab und wird durch zahlreiche kleine Bäche zum Cuyahoga hin entwässert. Diese haben lauter schmale, tiefe Schluchten geschaffen und die Gegend stark zerklüftet. Daher konzentriert sich die Bebauung auf den westlichen und höher gelegenen Teil und ist bedingt durch die Täler nur wenig kompakt. Der südöstliche Teil des Stadtgebiets ist Naturschutzgebiet (Brecksville Reservation) und gehört zum Cuyahoga Valley National Park.
Ansonsten ist die Bebauung zweigeteilt. Während im Norden aufgelockerte Wohngebiete mit großen, gepflegten Gärten vorherrschen, befindet sich am südlichen Rand nahe der Autobahn ein Industriegebiet mit Speditionen, einem Tanklager und einer chemischen Fabrik der Lubrizol-Gruppe. Ein bedeutender Arbeitgeber ist ferner das örtliche Krankenhaus des Department of Veterans Affairs.
Darüber hinaus befinden sich in Brecksville mehrere denkmalgeschützte Gebäude, die in das National Register of Historic Places (NRHP) aufgenommen wurden. Dazu gehören das Ende des 19. Jahrhunderts errichtete Rathaus von Brecksville, das Brecksville Trailside Museum und das in der ersten Hälfte des  19. Jahrhunderts erbaute Wohnhaus von William Burt.

## Geschichte
Brecksville geht auf den gleichnamigen Township der damaligen Connecticut Western Reserve zurück, der 1811 von mehreren Familien erworben worden war. Darunter befand sich auch ein gewisser Colonel John Breck, nach dessen Familie der Ort benannt wurde. Auch wenn Colonel Breck selbst nie in Brecksville lebte, siedelten sich seine drei Söhne hier an, und Nachkommen ihrer Familien wurden bis 1934 als Einwohner von Brecksville verzeichnet. 1921 erfolgte die Ausgründung als Gemeinde (village), wobei der westliche Rand des Townships dem benachbarten Broadview Heights zugeschlagen wurde. Die Ausdehnung in Nord-Süd-Richtung blieb indes unverändert und entspricht immer noch genau jenen fünf Meilen (8,045 km), die von der ursprünglichen Landvermessung Western Reserve herrühren.
Brecksville blieb aufgrund seiner schlechten Verkehrsanbindung bis weit ins 20. Jahrhundert hinein dünn besiedelt und landwirtschaftlich geprägt. Erst durch den Bau der Interstate 77 in den 1950er Jahren setzte rege Siedlungstätigkeit ein und ließ die Einwohnerzahl von (1960) 5.435 auf (1970) 9.137 und (2000) 13.382 anwachsen. In diesem Zusammenhang wurde Brecksville 1960 zur Stadt erhoben.

## Persönlichkeiten
- John O’Brien (1960–1994), Autor des Romans Leaving Las Vegas, wuchs in Brecksville auf.
- Mark Schulte (* 1977), Fußballspieler bei den Carolina RailHawks